# Tolvmanstjärnen, Ångermanland
Tolvmanstjärnen är en sjö i Örnsköldsviks kommun i Ångermanland och ingår i Nätraån-Ångermanälvens kustområde. Tolvmanstjärnen ligger i Skuleskogen Natura 2000-område. Sjöns area är 0,002 kvadratkilometer och den befinner sig 244 meter över havet.